# Hashiwokakero

Beispiel eines Hashiwokakero mitsamt Gitter

Zugehörige Lösung

Hashiwokakero (japanisch 橋をかけろ Hashi o kakero, deutsch ‚Baue Brücken!‘), oft nur kurz Hashi genannt, ist eine Gattung von Logikrätseln, die unter anderem von der japanischen Zeitschrift Nikoli veröffentlicht werden.

## Anleitung
Hashiwokakero wird auf einem rechteckigen Gitter (das üblicherweise nicht gedruckt wird) von beliebiger Größe gespielt. Auf einigen Gitterplätzen stehen eingekreiste Zahlen zwischen Eins und Acht. Die Zahlen geben an, wie viele Linien hier bei der Lösung ankommen müssen. Ziel des Spiels ist es, alle diese Zahlen durch einfache oder doppelte Linien so miteinander zu verbinden, dass diese Linien am Ende einen zusammenhängenden Pfad ergeben, der alle Zahlenfelder erreicht.
Dabei gelten die folgenden Regeln:
- Die Linien verlaufen horizontal oder vertikal.
- Die Linien dürfen einander nicht kreuzen.
- Jede Linie endet bei einer Zahl.
- Es gibt nur einfache und doppelte Linien.
- Jedes Zahlenfeld gibt an, wie viele Linien in diesem Punkt beginnen bzw. enden.

Aufgrund der deutschen Übersetzung des Begriffs Hashiwokakero zu ‚Brücken bauen‘ werden die Zahlenfelder oft auch als Inseln und die Linien als Brücken bezeichnet.
Normalerweise wird die Lösung bzw. der gesuchte Pfad eindeutig durch die vorgegebenen Zahlen festgelegt.

## Geschichte
Das erste Hashiwokakero erschien in Puzzle Communication Nikoli 31 (September 1990), ein Vorläufer des Rätsels erschien bereits in Ausgabe 28 (Dezember 1989).

## Lösungsstrategie
Zur Lösung eines Hashiwokakero versucht man typischerweise zuerst kleine Fragmente des gesuchten Weges zu bestimmen, die sich dann nach und nach zu größeren Teilstücken verbinden lassen. So müssen beispielsweise von einem Feld mit einer Zahl Acht in alle vier möglichen Richtungen doppelte Linien ausgehen. Ebenso dürfen zwei Felder mit der Zahl Eins nicht verbunden werden, wenn es noch weitere Zahlenfelder gibt, da sonst kein zusammenhängender Weg mehr möglich ist. Durch logische Überlegungen lassen sich so noch weitere Regeln finden.